# Удоджи, Дестини
Йенома Дестини Удоджи (итал. Iyenoma Destiny Udogie; род. 28 ноября 2002, Верона, Венеция) — итальянский футболист, левый защитник английского клуба «Тоттенхэм Хотспур» и сборной Италии.

## Ранние годы
Удоджи имеет нигерийское происхождение, так как его родители родом из Нигерии.
Дестини Удоджи родился и вырос в Италии, в городе Верона. У него было обычное детство, он ходил в школу, имел много друзей. Удоджи любил футбол и играл в него с 4 лет, а его отец хотел, чтобы он относился к этому виду спорта серьёзно. В возрасте 10 лет Удоджи прошёл просмотр в академию местного клуба «Эллас Верона». Его мечтой было играть за «Ювентус».

## Клубная карьера

### Начало карьеры, «Эллас Верона»
Играя за молодёжную команду «Эллас Вероны», Удоджи привлекался на сборы молодёжной сборной Италии возрастом до 20 лет.
8 ноября 2020 года он впервые сыграл за основную команду клуба, выйдя на замену Ивану Иличу на 69 минуте в матче Серии А против «Милана». Матч закончился с финальным счётом 2:2. Впервые в основном составе Удоджи сыграл 25 ноября 2020 года в матче 1/16 финала Кубка Италии против «Кальяри», он провёл на поле все 90 минут. Матч закончился со счётом 2-1 в пользу соперника и «Верона» вылетела с Кубка.
23 марта 2021 года Дестини Удоджи сыграл полный 2 тайм в чемпионате Италии против «Аталанты». После игры его впервые отметили на официальном сайте клуба за хорошую игру. За весь сезон Удоджи провёл 6 матчей в Серии А и 1 в Кубке Италии.

### Аренда в «Удинезе», первый полноценный сезон
15 июля 2021 года ушёл в аренду с обязательным условием выкупа в «Удинезе». Дебютировал за новый клуб 22 августа в матче чемпионата Италии против «Ювентуса» и был заменён на 57 минуте. Впервые весь матч Удоджи отыграл 24 октября 2021 года против «Аталанты».
Став основным крайним защитником «Удинезе», он забил свой первый гол в профессиональной карьере «Милану», против которого также проводил свой дебютный матч в карьере. Благодаря голу Дестини, его команда добыла ничью. Всего за сезон Удоджи сыграл 37 матчей, забил 5 голов и сделал 3 результативные передачи. Он стал открытием сезона 2021/2022 в Серии А, в его трансфере также был заинтересован «Ювентус». По окончании сезона активировалась опция выкупа и Дестини официально стал игроком «Удинезе».

### Трансфер в «Тоттенхэм Хотспур» и аренда обратно в «Удинезе»
16 августа 2022 года Дестини Удоджи перешёл в клуб Премьер-лиги, «Тоттенхэм Хотспур». Он подписал контракт с новым клубом до 2027 года. После прохождения медицинского осмотра и подписания контракта с Удоджи, клуб отдал его в аренду «Удинезе» на сезон 2022/2023.
21 августа сыграл свой первый матч в Серии А после возвращения в итальянский клуб. Соперником команды Дестини была «Салернитана», он провёл на поле весь матч, который закончился со счётом 0:0. Через 5 дней Удоджи провёл второй матч против «Монцы». В поединке он отметился жёлтой карточкой и первым голом после аренды.

## Карьера в сборной

### Начало карьеры в молодёжных сборных Италии
Уже в 15 лет Дестини Удоджи вызывался в молодёжную сборную Италии, возрастом до 16 лет. Помимо товарищеских матчей, Удоджи вместе со сборной Италии до 16 лет участвовал на турнире УЕФА.
29 ноября 2018 года, через день после того, как Удоджи исполнилось 16 лет, он был вызван в молодёжную сборную до 17 лет для игры в товарищеских матчах. Позже его также не раз вызывали для участия в тех же товарищеских матчах. Дестини также участвовал в квалификационных матчах к чемпионату Европы до 17 лет. Как итог сборная Италии отобралась на финальную часть чемпионата, а Удоджи стал одним из 24 вызванных на турнир игроков.
На групповом этапе соперниками Италии были сборные Германии, Австрии и Испании. Удоджи вместе со сборной Италии смог выиграть все 3 матча и выйти в полуфинал турнира с 1 места, а также гарантировать для команды место на молодёжном чемпионате мира. В полуфинале были побеждены французы, Удоджи также забил свой первый гол на турнире, а вот обыграть Нидерланды в финале итальянцам не удалось.

### Участие в турнирах среди молодёжных сборных
Через 2 месяца Удоджи был впервые вызван в сборную Италии до 19 лет для участия в чемпионате Европы до 19 лет. На стадии группового этапа соперниками Италии были сборная Португалии, Испании и хозяева турнира, Армения. Несмотря на то, что итальянцам удалось победить у Армении, они проиграли испанцам и португальцам, как итог заняв 3 место в группе и покинув турнир, а Удоджи отыграл все 3 матча. После турнира он также продолжил вызываться в сборную до 17 лет на товарищеские матчи. Он также был вызван на молодёжный чемпионат мира. На групповом этапе турнира Удоджи удалось забить гол в ворота сборной Мексики. Из группы сборная вышла со 2 места. В плей-офф сборная победила у Эквадора, но проиграла Бразилии и покинула турнир на стадии четвертьфинала, а Удоджи принял участие во всех матчах турнира.

### Игра в сборной до 21 года и сборы с главным тренером сборной Италии
Позже Удоджи неоднократно вызывался на товарищеские матчи в сборные до 18, до 19 и до 20 лет. Его также вызывали в сборную Италии до 21 года для участия в квалификационных матчах к чемпионату Европы 2023 года. 3 сентября 2021 года Дестини совершил дебют за национальную сборную Италии до 21 года в матче отборочного турнира против сборной Люксембурга до 21 года.
20 мая 2022 года Удоджи был вызван тогдашним главным тренером национальной сборной Италии Роберто Манчини на трёхдневные сборы вместе с 52 другими талантливыми итальянскими игроками.

## Стиль игры
Удоджи — левый фланговый защитник, активно участвующий в атаках команды, не забывая про оборону. Он играет на всём фланге, а когда его команда владеет мячом в финальной трети поля, он может войти в штрафную и даже пробить по воротам. Дестини также обладает хорошей скоростью и часто помогает команде в обороне, что говорит о его выносливости.

## Достижения
«Тоттенхэм Хотспур»
- Победитель Лиги Европы УЕФА: 2024/25

## Статистика выступлений

### Клубная
| Выступление       | Выступление      | Выступление      | Лига | Лига | Кубок | Кубок | Кубок лиги | Кубок лиги | Еврокубки | Еврокубки | Итого | Итого |
| Клуб              | Лига             | Сезон            | Игры | Голы | Игры  | Голы  | Игры       | Голы       | Игры      | Голы      | Игры  | Голы  |
| ----------------- | ---------------- | ---------------- | ---- | ---- | ----- | ----- | ---------- | ---------- | --------- | --------- | ----- | ----- |
| Эллас Верона      | Серия А          | 2020/21          | 6    | 0    | 1     | 0     | —          | —          | —         | —         | 7     | 0     |
| Эллас Верона      | Итого            | Итого            | 6    | 0    | 1     | 0     | —          | —          | —         | —         | 7     | 0     |
| Удинезе (аренда)  | Серия А          | 2021/22          | 35   | 5    | 2     | 0     | —          | —          | —         | —         | 37    | 5     |
| Удинезе (аренда)  | Итого            | Итого            | 35   | 5    | 2     | 0     | —          | —          | —         | —         | 37    | 5     |
| Тоттенхэм Хотспур | Премьер-лига     | 2023/24          | 28   | 2    | 2     | 0     | 0          | 0          | —         | —         | 30    | 2     |
| Тоттенхэм Хотспур | Премьер-лига     | 2024/25          | 24   | 0    | 0     | 0     | 2          | 0          | 9         | 0         | 35    | 0     |
| Тоттенхэм Хотспур | Итого            | Итого            | 52   | 2    | 2     | 0     | 2          | 0          | 9         | 0         | 65    | 2     |
| Удинезе (аренда)  | Серия А          | 2022/23          | 33   | 3    | 1     | 0     | —          | —          | —         | —         | 34    | 3     |
| Удинезе (аренда)  | Итого            | Итого            | 33   | 3    | 1     | 0     | —          | —          | —         | —         | 34    | 3     |
| Всего за карьеру  | Всего за карьеру | Всего за карьеру | 126  | 10   | 6     | 0     | 2          | 0          | 9         | 0         | 143   | 10    |